# Willy Ngumbi Ngengele
Willy Ngumbi Ngengele MAfr (* 13. Februar 1965 in Bujumbura) ist ein burundischer Ordensgeistlicher und römisch-katholischer Bischof von Goma.

## Leben
Willy Ngumbi Ngengele trat der Ordensgemeinschaft der Weißen Väter bei, legte die Profess am 1. Dezember 1992 ab und empfing am 1. August 1993 die Priesterweihe.
Papst Benedikt XVI. ernannte ihn am 25. April 2007 zum Bischof von Kindu. Die Bischofsweihe spendete ihm der Bischof von Kasongo, Théophile Kaboy Ruboneka, am 22. Juli desselben Jahres; Mitkonsekratoren waren François-Xavier Maroy Rusengo, Erzbischof von Bukavu, und Martin Albert Happe MAfr, Bischof von Nouakchott.
Papst Franziskus ernannte ihn am 23. April 2019 zum Bischof von Goma. Die Amtseinführung erfolgte am 19. Mai desselben Jahres. Vom 10. Mai 2019 bis 6. Februar 2021 war Ngumbi Ngengele zudem Apostolischer Administrator von Kindu.